# Vallée des Jardins
El Valle de los Jardines (en francés: Vallée des Jardins) es un parque, jardín botánico y arboreto de Francia de 11 hectáreas de extensión, que se encuentra en la ciudad de Caen, departamento de Calvados.
Los accesos principales al parque de "la vallée des jardins" se encuentran en la "rue des jardins" y por la "rue de Courseulles". Acceso libre a lo largo de todo el año

## Historia
"La Vallée des Jardins" es un espacio verde de 11 hectáreas reacondicionado en 1984 en la zona de Caen sur sobre las antiguas praderas y la explotación agrícola de la granja Vimard.

## Colecciones
Se extiende de norte a sur por 11 hectáreas en un valle donde hay varios tipos de sucesión de paisajes:
- En la parte alta, hay un Arboretum a lo largo del bulevar Weygand con abedules, viburnum, arces, árboles con corteza decorativa, rosales espesos)
- En la parte intermedia, hay zona de césped rústico definido por espinos albares y saúcos
- En la parte inferior, una colección de plantas perennes como peonías y hemerocallis protegido por un acantilado de piedra caliza

Este parque se extiende al este de la av. Courseulles por colinas Sablons

## Enlaces externos

Vistas
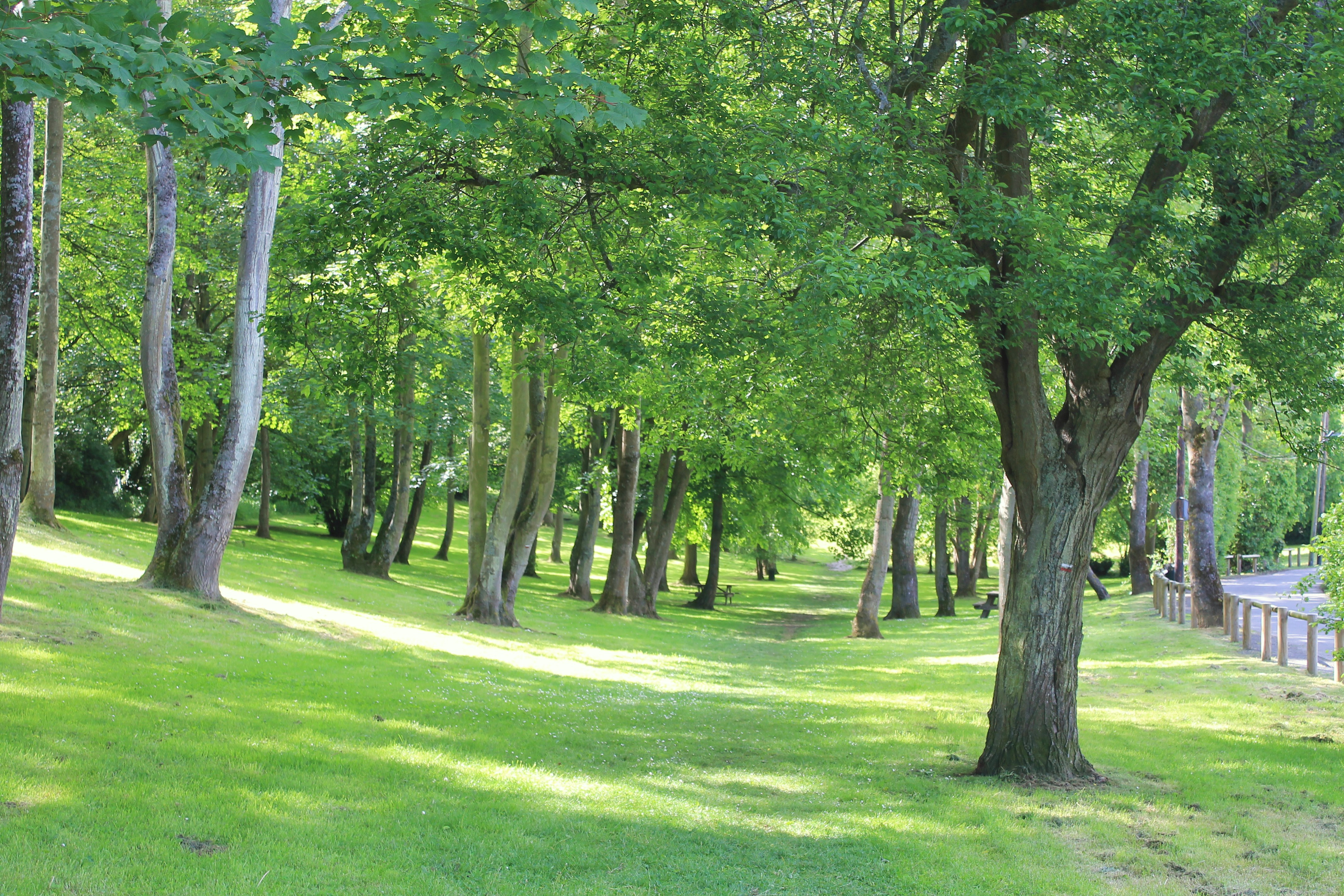
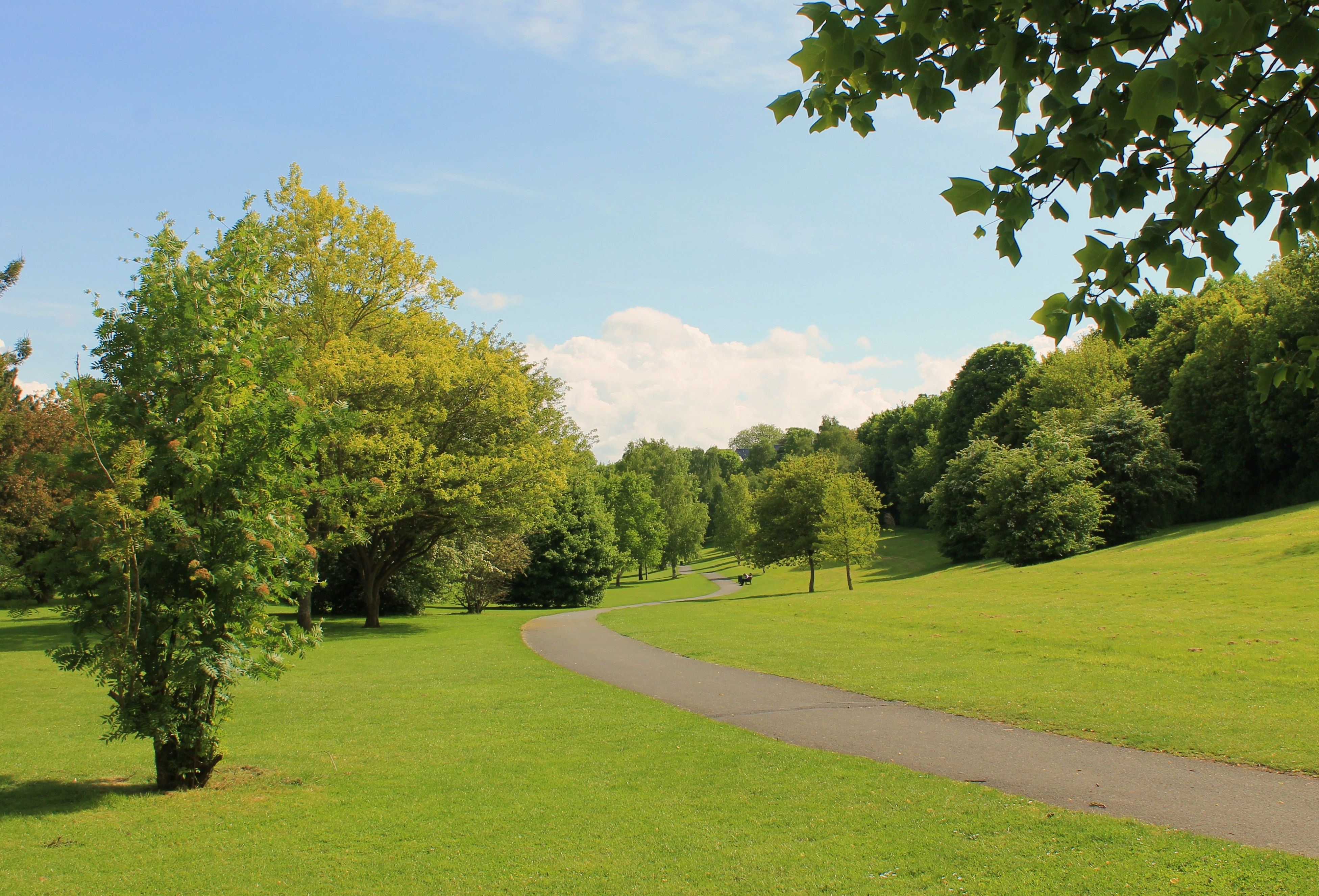
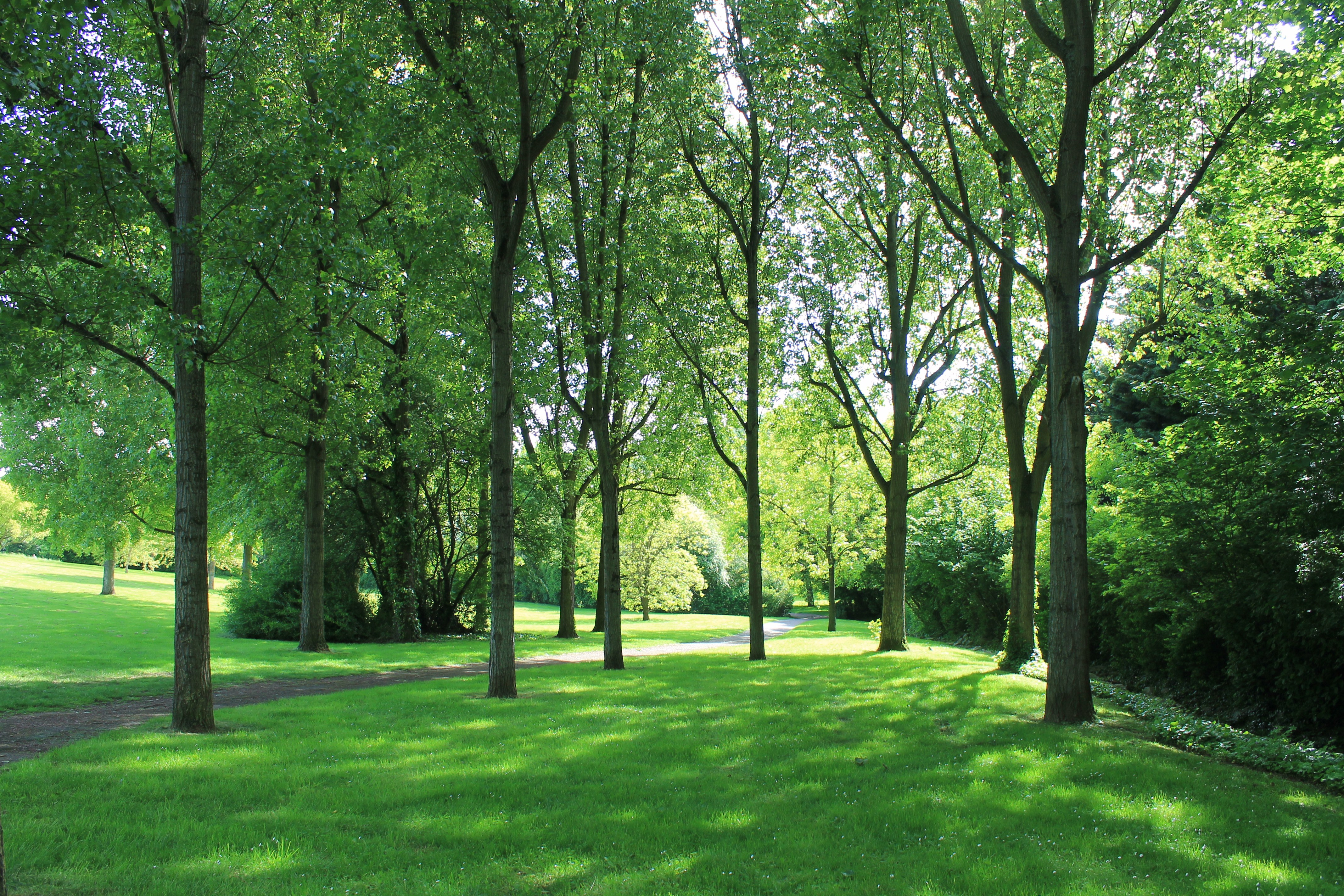